# ジョン・ヘンリー・イートン
ジョン・ヘンリー・イートン（John Henry Eaton, 1790年6月18日 - 1856年11月17日）は、アメリカ合衆国の政治家。1829年から1831年まで第13代アメリカ合衆国陸軍長官を務めた。

## 生涯
1790年6月18日、イートンはノースカロライナ州ハリファックス郡のスコットランド・ネックにおいて誕生した。イートンは1807年にノースカロライナ大学に入学し、法律を学んだ。1808年、イートンはテネシー州に移り、父が所有していたウィリアムソン郡フランクリンの土地に居住した。1812年の米英戦争では一兵卒としてアメリカ陸軍に参加した。
イートンは1815年から1816年までテネシー州下院議員を務めた。イートンはその後1817年にアンドリュー・ジャクソンについての伝記 The Life of Andrew Jackson, Major General in the Service of the United States を刊行し、またフロリダ半島の土地へ登記を行った。1818年、イートンは州議会において空席充当のため連邦上院議員に選任された。イートンは1821年の改選でも再任を受け、1829年まで連邦上院議員を務めた。合衆国憲法には連邦上院議員は30歳以上で無ければならないとする規定があったが、上院議員就任当時のイートンの年齢は28歳であった。これは、当時の周囲の人々がイートンの年齢記録を実際に確認していなかったために起こった出来事であった。30歳未満で連邦上院議員に就任したのは、イートンの他にはバージニア州選出のアーミステッド・トムソン・メイソンとケンタッキー州選出のヘンリー・クレイだけである。
1829年にアンドリュー・ジャクソンが大統領に就任すると、イートンはジャクソン大統領から陸軍長官に任命された。イートンはしばしば、郵政長官エイモス・ケンドールとともに非公式の政策集団「キッチン・キャビネット」の一員として、風刺的に言及された。1831年、イートンの妻マーガレット・オニール・イートンを新政権の閣僚夫人に認めるかで、閣僚内での対立が勃発した（ペティコート事件）。結局、イートンはこの事件の責任を取る形で陸軍長官を辞任した。
1833年、イートンは連邦上院議員に立候補したが、敗北した。イートンは1834年から1836年までフロリダ準州知事を、1836年から1840年まで駐スペイン公使を務めた。
1856年11月17日、イートンはワシントンD.C.で死去した。イートンの遺体はワシントンD.C.のオークヒル墓地に埋葬された。

## 栄誉
以下の地名は、イートンにちなんで名づけられた。
- ミシガン州イートン郡